# Rik De Mil
Rik De Mil (Eeklo, 15 settembre 1981) è un allenatore di calcio belga, tecnico dello Charleroi.

## Carriera
Dopo aver lavorato per sette anni nel settore giovanile del Club Bruges, il 25 maggio 2022 viene nominato vice di Carl Hoefkens sulla panchina della prima squadra; mantiene l'incarico anche sotto la guida di Scott Parker. L'8 marzo 2023 sostituisce il mister inglese, rimanendo poi fino al termine della stagione. Tornato nuovamente vice del nuovo allenatore Ronny Deila, il 12 dicembre seguente diventa il tecnico del Westerlo, con cui si lega fino al 2025.

### Statistiche da allenatore
Statistiche aggiornate al 24 luglio 2025.
| Stagione            | Squadra          | Campionato       | Campionato | Campionato | Campionato | Campionato | Coppe nazionali | Coppe nazionali | Coppe nazionali | Coppe nazionali | Coppe nazionali | Coppe continentali | Coppe continentali | Coppe continentali | Coppe continentali | Coppe continentali | Altre coppe | Altre coppe | Altre coppe | Altre coppe | Altre coppe | Totale | Totale | Totale | Totale | % Vittorie | Piazzamento |
| Stagione            | Squadra          | Comp             | G          | V          | N          | P          | Comp            | G               | V               | N               | P               | Comp               | G                  | V                  | N                  | P                  | Comp        | G           | V           | N           | P           | G      | V      | N      | P      | %          | Piazzamento |
| ------------------- | ---------------- | ---------------- | ---------- | ---------- | ---------- | ---------- | --------------- | --------------- | --------------- | --------------- | --------------- | ------------------ | ------------------ | ------------------ | ------------------ | ------------------ | ----------- | ----------- | ----------- | ----------- | ----------- | ------ | ------ | ------ | ------ | ---------- | ----------- |
| mar.-giu. 2023      | Club Bruges      | D1               | 6+6        | 4+2        | 1          | 1+4        | CB              | -               | -               | -               | -               | UCL                | -                  | -                  | -                  | -                  | SB          | -           | -           | -           | -           | 12     | 6      | 1      | 5      | 50,00      | Sub, 4°     |
| dic. 2023-mar. 2024 | Westerlo         | D1               | 13         | 4          | 4          | 5          | CB              | -               | -               | -               | -               | -                  | -                  | -                  | -                  | -                  | -           | -           | -           | -           | -           | 13     | 4      | 4      | 5      | 30,77      | Sub, Eson   |
| 2024-2025           | Charleroi        | D1               | 30+10+1    | 10+6+1     | 7+3+0      | 13+1+0     | CB              | 1               | 0               | 0               | 1               | -                  | -                  | -                  | -                  | -                  | -           | -           | -           | -           | -           | 42     | 17     | 10     | 15     | 40,48      | 7°          |
| 2025-2026           | Charleroi        | D1               | 1          | 0          | 1          | 0          | CB              | 0               | 0               | 0               | 0               | UECL               | 2                  | 0                  | 1                  | 1                  | -           | -           | -           | -           | -           | 3      | 0      | 2      | 1      | &0,00      |             |
| Totale Charleroi    | Totale Charleroi | Totale Charleroi | 31+10+1    | 10+6+1     | 8+3+0      | 13+1+0     |                 | 1               | 0               | 0               | 1               |                    | 2                  | 0                  | 1                  | 1                  |             | -           | -           | -           | -           | 45     | 17     | 12     | 16     | 37,78      |             |
| Totale carriera     | Totale carriera  | Totale carriera  | 67         | 27         | 16         | 24         |                 | 1               | 0               | 0               | 1               |                    | 2                  | 0                  | 1                  | 1                  |             | -           | -           | -           | -           | 70     | 27     | 17     | 26     | 38,57      |             |